# Zair na Letnich Igrzyskach Olimpijskich 1988
Zair na Letnich Igrzyskach Olimpijskich 1988 reprezentowało 15 zawodników, 13 mężczyzn i 2 kobiety.

## Skład kadry

### Boks
Mężczyźni
- Ibibongo Nduita
  - waga kogucia - 17. miejsce

- Wabanko Banko
  - waga lekkośrednia - 17. miejsce

- Serge Kabongo
  - waga średnia - 9. miejsce

- Rund Kanika
  - waga półciężka - 17. miejsce

- Tshibalabala Kadima
  - waga superciężka - 17. miejsce

### Kolarstwo
Mężczyźni
- Mobange Amisi
  - wyścig indywidualny ze startu wspólnego - 98. miejsce

- Kimpale Mosengo
  - wyścig indywidualny ze startu wspólnego - 104. miejsce

- Ndjibu N'Golomingi
  - wyścig indywidualny ze startu wspólnego - nie ukończył

- Mobange Amisi, Kimpale Mosengo, Ndjibu N'Golomingi, Pasi Mbenza
  - 100 km drużynowo - 28. miejsce

### Lekkoatletyka
Mężczyźni
- Mwana Bute Kasongo
  - bieg na 400 m - nie ukończył

- Kazanga Makok
  - bieg na 800 m - nie ukończył
  - bieg na 1500 m - odpadł w eliminacjach

- Kamana Koji
  - bieg na 10000 m - nie ukończył
  - maraton - 73. miejsce

- Kaleka Mutoke
  - maraton - 89. miejsce

Kobiety
- Christine Bakombo
  - bieg na 400 m - odpadła w eliminacjach
  - bieg na 800 m - odpadła w eliminacjach

- Dikanda Diba
  - bieg na 3000 m - odpadła w eliminacjach